# Ostaněc
Ostaněc (rusky Останец) je název vulkanického masivu, nacházejícího se v jižní části poloostrova Kamčatka. Masiv tvoří tři štítové vulkány, dva starší, pleistocenního stáří (Savan a Igolki) a mladší štítová sopka Ostaněc, která se nachází jižně od Savana. Ostaněc je obklopen větší skupinou holocenních struskových kuželů, přibližně stejné stáří má i druhá skupina, nacházející se severně a východně od sopky Igolki. Doba poslední erupce není známa.